# Diane de Guldencrone
Diane de Guldencrone (nascida de Gobineau; 13 de setembro de 1848 – 1 de dezembro de 1930) foi uma historiadora e escritora francesa.

## Biografia
Diane Marguerite Gabrielle Victoire Clémence de Gobineau  foi a filha mais velha do diplomata, político e escritor Arthur de Gobineau (1816–1882) e Clémence Monnerot (1816–1911). Ela nasceu em Paris.
Em 1866, casou-se com o barão dinamarquês Ode de Güldencrone  (1840–1880) em Atenas, Grécia. O barão Güldencrone era oficial da marinha e ajudante de ordens do rei Jorge I da Grécia . O casal teve cinco filhos: Wilhelm (1867–1878), Arthur (1869–1895), Clémence (1872–1891), Christian (1874–1875) e Marie (1876–1890), todos falecidos antes da mãe.
Diane de Guldencrone escreveu dois livros: um sobre a história da Grécia Medieval (abrangendo desde a criação do Principado de Acaia em 1205 até o cerco de Atenas pelos turcos em 1456) e outro sobre a história da Itália Bizantina. Ela faleceu em Roma.

## Obras
- L'Achaïe féodale: étude sur le Moyen Âge en Grèce (1205-1456), editora Ernest Leroux, Paris, 1886.
- L'Italie byzantine: étude sur le haut Moyen Âge (400-1050), editora Ernest Leroux, Paris, 1914.